# 约翰·詹姆斯·杰克逊
约翰·詹姆斯·杰克逊（英語：John James Jackson，1977年4月11日—），英国男子雪车运动员。他曾代表英国参加2010年和2014年冬季奥林匹克运动会雪车比赛，其中2014年冬季奥运会获得一枚铜牌。